# Chevalia aviculae
Chevalia aviculae är en kräftdjursart som beskrevs av A. O. Walker 1904. Chevalia aviculae ingår i släktet Chevalia och familjen Isaeidae. Inga underarter finns listade i Catalogue of Life.